# Язев, Валерий Афонасьевич
Валерий Афонасьевич Я́зев (род. 29 октября 1949, Ныробский район, Молотовская область) — российский политический деятель, депутат Государственной думы второго, третьего, четвёртого, пятого и шестого созывов. Генерал-майор казачьих войск. Член Центрального Политического Совета, координатор Уральского межрегионального координационного совета Всероссийской политической партии «Единая Россия».

## Образование и работа
Валерий Афонасьевич Язев родился 29 октября 1949 года в семье военных в посёлке Волиме Ныробского района Молотовской области. Ныне посёлок Волим не существует, территория находится в Чердынском районе Пермского края.
После окончания школы поступал в Московский физико-технический институт или в МВТУ имени Баумана, но не прошёл по конкурсу. Окончил водительские курсы и устроился на работу в родном посёлке — возил грузы, продукты. На следующий год он стал студентом Уральского политехнического института города Свердловска.
В 1974 году окончил физико-технический факультет Уральского политехнического института имени С. М. Кирова по специальности «Техническая физика». В годы учёбы занимался комсомольской работой, был командиром стройотряда.
- С 1974 года работал инженером-технологом на Среднеуральском машиностроительном заводе в Свердловске-44.
- 1975—1983 — старший инженер-технолог по подготовке производства на Уральском электрохимическом комбинате (предприятие атомной промышленности) в Свердловске-44.
- 1983—1991 
  - старший диспетчер Далматовского линейно-производственного управления магистральных газопроводов (ЛПУ МГ), село Песчано-Коледино Далматовского района Курганской области,
  - начальник компрессорной службы Сосновского ЛПУ МГ (посёлок Сосновка Белоярского района Ханты-Мансийского автономного округа),
  - старший диспетчер Хасырейского ЛПУ МГ (пгт. Пангоды Надымского района Ямало-Ненецкого автономного округа),
  - главный инженер Надымского ЛПУ МГ производственного управления «Тюменьтрансгаз» (город Надым Ямало-Ненецкого автономного округа).
- В 1989 году создал кооператив «Поиск» в городе Надыме Тюменской области и стал заместителем председателя кооператива. Занимался пусконаладочными работами на объектах Мингазпрома СССР.
- С января 1993 по июнь 1994 года — президент ТОО «ЯВА-Лтд» (г. Свердловск-44, г. Новоуральск).
- С июля 1994 по май 1995 года — генеральный директор АОЗТ «Концерн «Рифей» (Екатеринбург).
- С мая 1995 по 1996 год — президент многопрофильной корпорации АООТ «Корпорация ЯВА», занимающейся строительством объектов по заказу РАО «Газпром» и компании «Тюменьтрансгаз».
- С марта 1997 года — председатель Совета директоров АООТ «Корпорация ЯВА».
- 7 марта 1997 после досрочного выбытия депутата Государственной Думы Алексея Леонидовича Страхова (№ 1 в Свердловской региональной группе избирательного объединения НДР) получил его мандат.
- С мая 1997 года — член Совета директоров Екатеринбургского муниципального банка.
- 1997—1999 — депутат Государственной Думы Федерального Собрания Российской Федерации второго созыва, член комитета Государственной Думы по промышленности, строительству, транспорту и энергетике, председатель подкомитета по топливным ресурсам, фракция «Наш дом — Россия».
- 19 декабря 1999 был избран депутатом Государственной Думы третьего созыва по Нижне-Тагильскому округу № 164, получив на выборах 46,41 % (ближайший соперник Анатолий Котков — 8,87 %).
- 2000—2003 — депутат Государственной Думы Федерального Собрания Российской Федерации третьего созыва, член комитета Государственной Думы по энергетике, транспорту и связи, председатель подкомитета по газу, фракция «Единство».
- В сентябре 2003 г. был включён в общефедеральный список партии «Единая Россия» № 3 в региональной группе «Свердловская» для участия в выборах в Государственную Думу четвёртого созыва. Также выдвинут кандидатом в депутаты ГД РФ 4 созыва от «Единой России» по Нижнетагильскому одномандатному избирательному округу № 164 (Свердловская область). Как кандидат-одномандатник выборы в своем округе выиграл, за него проголосовали 126 тысяч 970 избирателей (56.60 %).
- 2004—2007 — депутат Государственной Думы Федерального Собрания Российской Федерации Четвёртого созыва, председатель Комитета Государственной Думы по энергетике, транспорту и связи, фракция «Единая Россия».
- 2008—2011 — депутат Государственной Думы Федерального Собрания Российской Федерации пятого созыва, заместитель Председателя Государственной Думы, член Комитета Государственной Думы по энергетике, фракция «Единая Россия».
- 2011—2016 — депутат Государственной Думы Федерального Собрания Российской Федерации шестого созыва, фракция «Единая Россия», избран от Мурманской области.
  - 7 февраля — 20 июня 2012 — первый заместитель председателя Комитета ГД по экономической политике, инновационному развитию и предпринимательству.
  - 2011-2016 - первый заместитель председателя Комитета ГД по природным ресурсам, природопользованию и экологии.
- 12 марта 2012 назначен директором Института управления в промышленности, энергетике и строительстве Государственного университета управления.
- 12 марта 2019 года суд по требованию ПАО «Совкомбанк» ввел процедуру реструктуризации долгов Валерия Язева в размере 120,6 миллиона рублей.
- 14 августа 2020 года Арбитражный суд Москвы признал Валерия Язева банкротом. Общая сумма задолженности превысила 1,6 миллиарда рублей. Финансовым управляющим должника на 6 месяцев утверждена Кравчук Анастасия Владимировна. Среди кредиторов отмечены ООО «УМ-Банк» — 207,6 миллиона рублей, ООО «Промстройресурс» — 199,5 миллиона рублей, ООО «Интэк-М» — 235,5 миллиона рублей, АО «Банк «Интеза»» — 26,6 миллиона рублей и ПАО «Банк «Траст» — 823,6 миллиона рублей[2].
- В июле 2021 года финансовый управляющий компании «УК «Ява» Александр Борноволоков подал заявление в Арбитражный суд Свердловской области о привлечении к субсидиарной ответственности на сумму 755,897 млн рублей Валерия Язева, а также бывшего руководителя компании Игоря Гребенщикова[3]. В привлечении экс-руководителей было отказано[4].
- В январе 2023 года выставлены на торги посредством публичного предложения земельный участок площадью 3,2 тыс. м². в поселке Рассоха (Свердловская область) за 20 млн руб. На территории есть баня площадью 362 м². С участка хорошо виден пруд. Также продается территория площадью 2,9 тыс. м². в городском округе Мытищи (Московская область) за 18,17 млн руб Земли обанкротившегося уральского экс-депутата Валерия Язева выставили на торги..

## Политическая деятельность
- С 1995 года — член общественно-политического объединения «Наш дом — Россия» (НДР).
- В декабре 1995 года баллотировался в Государственную Думу РФ в общефедеральном списке НДР (№ 2 в Свердловской региональной группе). По итогам выборов в Государственную Думу не прошёл.
- В 1996 году был избран депутатом Палаты представителей Законодательного собрания Свердловской области.
- С декабря 1997 года — руководитель совета Свердловской региональной организации «Наш Дом — Россия».
- В апреле 1998 года возглавил список НДР на выборах в Областную Думу Законодательного Собрания Свердловской области второго созыва. Список занял 4 место (2 мандата), Язев от мандата отказался.
- 27 мая 2000 на учредительном съезде партии «Единство» был избран членом политсовета партии.
- В сентябре 2000 года возглавил Координационный совет «Единства» в Уральском федеральном округе.
- 1 ноября 2001 года генеральный совет союза партий «Единство», «Отечество» и «Вся Россия» утвердил Валерия Язева на пост уполномоченного по созданию в Свердловской области отделения союза.
- Вице-президент Азиатской парламентской ассамблеи, председатель постоянного комитета по экономике, председатель подкомитете по объединённому энергетическому рынку.
- Председатель Межпарламентской комиссии по сотрудничеству ГД с Собранием представителей Республики Таджикистан.
- Член Высшего совета Партии «Единая Россия» (до февраля 2016 года).
- Член совета по техническому регулированию в составе комиссии президиума Генерального совета ВПП «Единая Россия» по реальному сектору экономики и предпринимательству.
- Глава постоянной делегации Государственной Думы в МПА ЕврАзЭс.
- Инициатор 77 федеральных законопроектов.
- С 22 марта 2012 года — председатель экспертного совета «Международные рынки, торговля и экономическое сотрудничество» при Комитете Государственной Думы по экономической политике, инновационному развитию и предпринимательству.

## Общественная деятельность
Текущие полномочия (2021 г.):
- Председатель Российского национального комитета Мирового нефтяного совета[англ.]. Избран в июле 2018 года[5].
- Президент Ассоциации НП «Горнопромышленники России». Избран 18 октября 2013 года.

Полномочия завершены:
- Председатель Совета Ядерно-инновационного кластера города Димитровграда Ульяновской области.
- Президент НП «Российское газовое общество» — по июнь 2013 года.
- Член Правительственной комиссии по вопросам природопользования и охраны окружающей среды (Распоряжение Правительства РФ от 14 апреля 2015 года № 658-Р).
- Член Межведомственного совета по присуждению премий Правительства Российской Федерации в области науки и техники (секция «Геология и горное дело»).
- Член Правительственной комиссии по развитию телерадиовещания.
- Председатель Биржевого совета НП «Межрегиональная биржи нефтегазового комплекса» (в июне 2012 года преобразована в ОАО «Московская международная товарно-энергетическая биржа»).
- Председатель Наблюдательного Совета Российского торфяного и биоэнергетического союза.
- Председатель Президиума Национальной общественной премии транспортной отрасли России «Золотая колесница».
- Председатель Комиссии ФА связи по проведению открытых конкурсов на право оказания универсальных услуг связи.
- Председатель попечительского Совета Национальной Ассоциации телерадиовещания.
- Член Правительственный комиссии по высоким технологиям и инновациям.
- Член наблюдательного совета Всероссийской федерации парусного спорта (ВФПС).
- Сопредседатель Объединение работодателей нефтяной и газовой промышленности.
- Президент Демидовского конгресса России.

## Научная и творческая деятельность

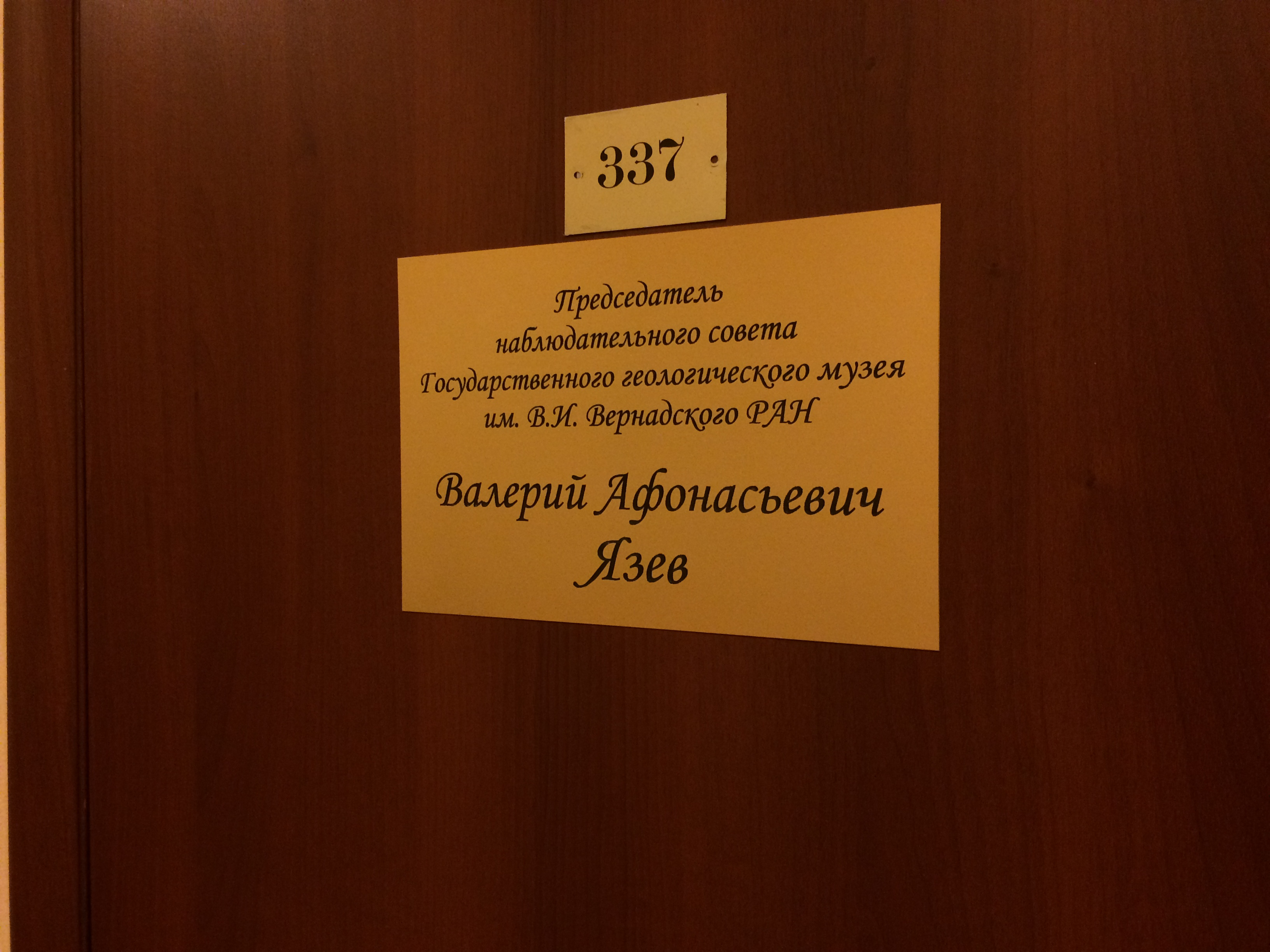

- Подготовил 12 учебно-методических пособий для высшей школы: «Регулирование экономики региона», «Энергетика России», «Природный газ России», «Нефтегазопроводы», «Нефтегазовое дело», «Основы нефтегазовой инженерии», «Защита окружающей среды в нефтегазовом комплексе», «Энергия нефти и газа», «Геоэкология углеводородов», «Магистральные нефтегазопроводы», «Реология нефти», «Основы бурения на нефть и газ».
- В издательстве Государственной Думы изданы монографии: «Правовые и методологические основания энергетических балансов и энергетической статистики», «Правовые инструменты энергосбережения: энергетический учёт и энергетический налог», «Международные организационно-правовые регуляторы энергетических рынков и транзита энергоносителей» и другие.
- Действительный член Академии горных наук.
- Академик Международной Академии технологических наук.
- Главный редактор журнала "Горная промышленность" - с 2022 года.
- Главный редактор журнала "Горная промышленность - Юниор" - с 2022 года.
- доктор экономических наук (тема диссертации — «Повышение эффективности российского топливно-энергетического комплекса на основе совершенствования государственного регулирования рыночных процессов»).
- профессор.

## Награды
- Орден Почета, 19 июля 2001 года — за активную законотворческую деятельность и многолетний добросовестный труд[6].
- Медаль ордена «За заслуги перед Отечеством» II степени, 11 июня 2016 года — за активную законотворческую деятельность и многолетнюю добросовестную работу[7].
- Юбилейная медаль «300 лет Российскому флоту».
- Медаль «В память 850-летия Москвы».
- Медаль «В память 1000-летия Казани».
- Почетное звание «Заслуженный работник нефтяной и газовой промышленности Российской Федерации», 2006 год.
- Почётная грамота Президента Российской Федерации, 9 января 2010 года — за заслуги в законотворческой деятельности и развитии российского парламентаризма[8].
- Благодарность Президента Российской Федерации, 2008 год, 2015 год
- Премия Правительства Российской Федерации в области науки и техники, 2007 год
- Почётная грамота правительства Российской Федерации, 2006 год, 2008 год
- Медаль «Совет Федерации. 15 лет».
- Почетная Грамота Совета Федерации Федерального Собрания Российской Федерации, 2006 год
- Почетная Грамота Государственной Думы Российской Федерации, 2006 год
- Почетный знак Государственной Думы Федерального Собрания Российской Федерации «За заслуги в развитии парламентаризма», 2009 год
- Почётные грамоты Федеральной службы по экологическому, технологическому и атомному надзору; фракции «Единая Россия» и др.
- Почётные и памятные знаки: Председателя Государственной Думы «100 лет со дня учреждения Государственной Думы в России», Центральной избирательной комиссии Российской Федерации (в ознаменование 15-летия избирательной системы Российской Федерации).
- Орден Преподобного Сергия Радонежского II и III степени.

## Семья и хобби
Родители были военные, работали в ПермЛаге. У Валерия два брата.
Валерий женат, жена Валентина Морозова. В семье трое детей (две дочери и сын) и шестеро внуков.
В 1997 году его зять, директор торгового дома «Ява» Олег Бушманов организовал убийство своей любовницы, которая родила от него ребёнка. В 2000 году его приговорили к 14 годам лишения свободы, дочь Язева, Светлана, с Олегом развелась.
Увлекается парусным спортом, охотой и теннисом.